# 長谷川潤 (モデル)
長谷川 潤（はせがわ じゅん、1986年6月5日 - ）は、日本の女性ファッションモデル、タレント。
アメリカ合衆国ニューハンプシャー州マンチェスター出生、ハワイ州ハワイ島ヒロ出身。ミン・グローバル・エージェンシーと契約している。

## 来歴
父親はアイルランドとフランスの血を引くアメリカ人で、母親は日本人。アメリカのニューハンプシャー州マンチェスターで生まれ、2歳の時にハワイ州ハワイ島ヒロへ移住。スカウトを受け15歳で日本へ移りモデル業を始動。数多くの雑誌のオーディションを受けるも、当初は全く仕事にありつけなかったという。

### モデル
2002年から雑誌『ViVi』のレギュラーモデルとなり、以降2010年7月発売の9月号に至るまで8年間にわたって同誌へ露出。彫りの深い端正な容姿で、幅広いジャンルのアイテムを着こなすモデルとして人気を博した。同誌における同期のモデルに藤井リナや渡辺知夏子、紗羅マリー、およびマリエなどがいた。そのようななかで、藤井やマリエとともに同誌の看板モデルと言われた。同誌を去ってのち9月から『GLAMOROUS』の専属モデルへ。同月発売の10月号でさっそく表紙に登場した。以降、同誌に表紙モデルとして登場し続けている。

### タレント
2009年からフジテレビ系のバラエティ番組『グータンヌーボ』にレギュラー出演。さらに2010年10月から2012年9月にかけて日本テレビ系『アナザースカイ』に司会役としてレギュラー出演。『アナザースカイ』の司会降任は自身の産休に伴うもので、その役は『non-no』モデルの岸本セシルに引き継がれた。

## 広告塔
かねてより多くの企業のイメージモデルを担ってきた。2005年より香里奈ならびに太田在の2名とともに資生堂の化粧品ブランド『化粧惑星』のイメージモデルへ。ライトオン社にも起用されてもおり、その活動の一環として2009年に同社のデニム製品のプロデュースを手掛けるなどしている。NTTドコモからの起用があった2011年には同社スマートフォン製品のテレビコマーシャルに出演。さらにナチュラルビューティーベーシックからの新たな起用もあり、音楽ユニット・パフュームの後任として活動。同年春夏季・秋冬季と続けて同社のテレビコマーシャルに出演した。同年からはカシオの腕時計ブランド『ベイビーG』、の広告への露出をはじめ、2012年から新たにタイアップ製品を発売するなどしている。

## 人物
ミドルネームの「カウルヴェヒ」はハワイの言葉で、自然に恵まれたみずみずしい場所を意味する。

### 初婚
25歳だった2011年6月に結婚を発表。夫はハワイ在住の台湾系アメリカ人。2012年12月14日に第1子女児のアイボリーを出産。第1子は日本の病院で水中出産を選択した。
自身がハワイで育ち、子育てはハワイですると決めていたため、2013年2月に生活の拠点を東京からハワイのオアフ島へ移した。2014年9月26日に第2子男児のエヴァンを出産。第2子はハワイの病院で自然分娩を選択した。
2019年5月10日に離婚を発表。2児の親権は長谷川が持ち、今後もオアフ島で実母と子供と暮らす。

### 再婚
2021年2月25日に再婚を発表。

## 主な出演

### 雑誌
専属
- ViVi（2005年 - 2010年、講談社）[35]
- GLAMOROUS（2010年10月号 - 2013年8月号、講談社）[36][37]

不詳
- JJ bis（光文社）
- CLASSY.（光文社）
- 25ans（ハースト婦人画報社）
- an・an 連載「長谷川潤の上を向いて笑おう」（マガジンハウス）[38]
- 月刊EXILE 連載「limitless」（LDH）
- GOLD（世界文化社）

他多数

### CM
- マックスファクター「illume」（2003年）
- 資生堂
  - 「fino」（2004年）
  - 「化粧惑星」（2005年 - 2009年）
  - 「AQUAIR」（2006年 - 2013年）
  - 「Za」（2010年 - 2013年）
  - 「TSUBAKI WATER」（2010年）[39]
  - 「ANESSA」（2014年 - 2015年）
  - 「MAQuillAGE」（2014年 -）
  - 「TSUBAKI」（2016年 -）
- キャドバリー・ジャパン「HALLS う.る.water」（2005年）
- 日清食品「野菜スープヌードル」（2006年）[40]
- 日本コカ・コーラ
  - 「爽健美茶」（2007年）[41]
  - 「LUANA」（2014年）
- ユニクロ（2007年）
- 東芝「VARDIA RD-A301」（2007年）[42]
- 日本ケンタッキー・フライド・チキン「ベジチキラップ」（2009年）
- Right-on（2009年 - 2010年）[43][44]
- キリンビール「キリンゼロ <生>」（2010年）[45]
- 三洋電機「Xacti」（2010年）[46]
- サンエー・インターナショナル「NATURAL BEAUTY BASIC」（2011年）[47]
- JT「ルーツ アロマインパクト」（2011年）[48]
- NECカシオ モバイルコミュニケーションズ
  - 「ドコモ スマートフォン MEDIAS WP N-06C」（2011年）
  - 「docomo with series MEDIAS ES N-05D」（2012年）
  - 「docomo with series MEDIAS X N-07D」（2012年）
- 大塚製薬「ソイカラ」（2013年）
- ROSE BUD（2013年 - 2014年）
- フォルクスワーゲン「The Beetle」（2014年）
- カゴメ「GREENS」（2016年）[49]
- アサヒビール「アサヒスタイルフリー」（2016年）[50]
- 伊藤園・伊藤忠ミネラルウォーターズ「エビアン® 」（2021年）[51]

### 広告
- ORBIS
- Mercury
- Tommy girl
- TIARA
- BOSCH
- JAYRO
- 京都丸紅
- 横浜CIAL
- ESTIVO
- INGNI
- EGOIST
- Spiral Girl
- Hawkins Sport
- FILA
- ROSE BUD
- moussy
- SLY
- CASIO「Baby-G」

### ランウェイ
- 神戸コレクション
- 東京ガールズコレクション
- ガールズアワード
- 上海ランウェイ

### テレビ
- CinemaDo! LA最新水着レポーター
- めざましテレビ「早耳トレンドNO.1」（2004年4月 - 2007年3月、フジテレビ）
- 山おんな壁おんな 第3話（2007年7月19日、フジテレビ） - 本人 役
- 魁!音楽番付JET（2008年4月 - 2009年9月、フジテレビ） - 司会
- TOKYO REAL GIRL〜トップモデルの素顔〜「長谷川潤」（2009年9月22日、NHK-BS2）
- グータンヌーボ（2009年10月 - 2012年3月、関西テレビ） - 司会
- アナザースカイ（2010年10月 -  2012年9月、日本テレビ） - 司会
- 長谷川潤 ハワイを踊る（2012年9月 - 10月、NHK BSプレミアム）[52][53]
- Breath of Hawaii（2018年5月7日- 2018年9月24日 フジテレビ)

### 映画
- SPIRIT（2004年） - ラナ 役
- ホノカアボーイ（2009年） - マライア 役
- 51 世界で一番小さく生まれたパンダ（2012年） - ナレーション[54]

### ミュージックビデオ
- 稲葉浩志 「AKATSUKI」（2003年）
- EXILE 「LET ME LUV U DOWN feat. ZEEBRA & MACCHO (OZROSAURUS)」（2003年）
- MINMI「シャナナ☆」（2007年）[55]

## 作品

### 書籍
- kauluwehi（2008年2月25日、幻冬舎）ISBN 978-4344014657[56]
- ニコジュン（2011年2月24日、講談社）ISBN 978-4062168526[57]

### 写真集
- Thankyou Sun（2013年10月12日、ワニブックス）ISBN 978-4847045899

## 受賞
- MTV STUDENT VOICE AWARDS 2008 モデル賞（2008年）[58]
- MTV STUDENT VOICE AWARDS 2009 モデル賞（2009年）[59]
- ブルガリ ブリリアント・ドリーム・アワード 2011（2011年）[60]
- ベストビューティストアワード モデル部門（2013年）[61]
- ヨガピープルアワード 2014「ベスト・オブ・ヨガミューズ」（2014年）[62]